# Amaurobius ausobskyi
Espèce
Amaurobius ausobskyi est une espèce d'araignées aranéomorphes de la famille des Amaurobiidae.

## Distribution
Cette espèce est endémique de Grèce. Elle se rencontre vers 1 100 m d'altitude sur le mont Athos.

## Description
Les femelles mesurent de 7,1 à 7,9 mm.

## Étymologie
Cette espèce est nommée en l'honneur d'Albert Ausobsky.

## Publication originale
- Thaler & Knoflach, 1998 : Two new species and new records of the genus Amaurobius (Araneae, Amaurobiidae) from Greece. Proceedings of the 17th European Colloquium of Arachnology, Edinburgh 1997. Edinburgh, p. 107-114 (texte intégral).